# Бурцев, Яков Александрович
Яков Александрович Бурцев (24.02.1907 — 01.12.1977) — советский военачальник, участник  Великой Отечественной войны, гвардии генерал-майор танковых войск (1953).

## Биография

### Начальная биография
Родился в 1907 году в селе Стужень Старооскольского уезда (ныне Горшеченский район) Курской губернии.
В 1924 году закончил школу девятилеток. До призыва в армию работал на заводе "Трансмессир".
В сентябре 1928 года призван на армейскую службу, курсантом 1-й Советской объединённой военной школы РККА им. ВЦИК, где проходил обучение до мая 1931 года. В мае 1931 года назначен на должность командира взвода 72-го кавалерийского полка 16-й кавалерийской дивизии Ленинградского военного округа.
В 1932 году  направлен на обучение  на курсах переподготовки в Саратовское бронетанковое училище. В сентябре 1932 года возвращается в 16-ю кавалерийскую дивизию на ту же должность командира взвода кавалерийского полка. В 1935 году повышен в должности до помощника начальника штаба 16-го механизированного полка 16-й кавалерийской дивизии.
С 27 апреля 1936 по июль 1937 г. - слушатель курсов при разведывательном отделе Ленинградского военного округа. В июле 1937 г. назначен на должность начальника штаба 16-го танкового полка 16-й кавалерийской дивизии. В этом же году вступил в ряды ВКП(б).
С 21 сентября 1938 г. по 4 мая 1941 г. проходил обучение в Военной академии механизации и моторизации РККА им. И. В. Сталина. В мае 1941 года назначен начальником разведывательного отдела штаба 26-го механизированного корпуса.

### В Великую Отечественную войну
В начале войны, в июле 1941 года назначен начальником штаба 207-го танкового полка 103-й танковой дивизии. С августа 1941 г. - помощник начальника 1-го отделения разведывательного отдела штаба фронта Резервных армий и Резервного фронта.
7 октября ранен, находился в госпитале по ранению вплоть до января 1942 года.
С 20 января 1942 г. — начальник штаба 78-й танковой бригады 4-й Ударной армии. С 6 ноября 1942 г. — в должности исполняющего дела командира 78-й танковой бригады.  В составе бригады участвовал в Торопецко-Холмской операции. С 3 марта 1943 г. — начальник штаба БТ и МВ 4-й ударной армии.
С 15 мая 1943 г. — начальник оперативного отдела штаба БТ и МВ Степного военного округа.
С 28 августа 1943 г. — командир 45-го гвардейского танкового полка 9-й гвардейской механизированной бригады 3-го гвардейского механизированного корпуса. Командуя 45 гв.тп в ходе Витебско-Оршанской операции принимал участие в освобождении города Сенно, за что был награждён орденом Красного Знамени. С 30 декабря 1944 г. - исполняющий дела командира 9-й гвардейской механизированной бригады 3-го гвардейского механизированного корпуса, в феврале 1945 года утвержден в должности командира этой бригады.
В июне 1945 г. переведен в  35-й гвардейскую механизированную бригаду 3-го гвардейского механизированного корпуса на должность исполняющего дела командира бригады. 

### После войны
С 28 февраля 1946 г. - командир 35-го гвардейского механизированного полка 3-й гвардейской механизированной дивизии. 
В июле 1947 г. - назначен начальником отдела боевой подготовки Управления командующего БТ и МВ Дальнего Востока.
В 1948-1950 годах - слушатель основного факультета Высшей военной академии им. Ворошилова.
В 1951-1952 годах служил командиром 29-й гвардейской механизированной дивизии и 17-й гвардейской механизированной дивизии.
Приказом МО СССР № 01502 от 30.03.1954 г. назначен начальником Ташкентского танкового училища, а уже в 1955 году  назначен командиром 68-й механизированной дивизии, которой командовал до ноября 1955 года. Приказом МО СССР № 04920 от 29.11.1955 г. зачислен в распоряжение командующего войсками Северного военного округа.
С 3 декабря 1955 г. - начальник военной кафедры Кубанского сельско-хозяйственного института.
Приказом Министра Обороны СССР № 855 от 01.10.1959 г. уволен в отставку с правом ношения военной формы одежды. Жил в Краснодаре.
Умер 1 декабря 1977 года в Москве. Похоронен на Николо-Архангельском кладбище.

## Награды
- Орден Красного Знамени, трижды: (06.03.1943), (07.07.1944), (1949)
- Орден Отечественной войны I степени (30.11.1943)
- Орден Отечественной войны II степени (14.10.1943)
- Орден Красной Звезды(1944).
- «За победу над Германией в ВОВ 1941-1945 гг.» (1945)
- «За победу над Японией» (1945)
- Юбилейная медаль «30 лет Советской Армии и Флота»;
- Юбилейная медаль «40 лет Вооружённых Сил СССР»;
- Юбилейная медаль «50 лет Вооружённых Сил СССР»;

## Воинские звания
- майор (Приказ НКО № 0548 от 27.01.1942)
- подполковник (Приказ НКО № 05942 от 14.09.1942)
- полковник (Приказ НКО № 066 от 21.02.1944)
- генерал-майор танковых войск (Постановление № 2050 от 03.08.1953)